# Франц Зельдте
Франц Зельдте — німецький державний і політичний діяч, Рейхсміністр праці (1932—1945), один з керівників організації Сталевий шолом, Обергруппенфюрер СА і СС, прусський державний радник.

## Біографія
Син власника хімічної фабрики. Після закінчення гімназії вивчав хімію у Вищій технічній школі Брауншвейга. У 1906 році добровольцем вступив в 66-й магдебурзький піхотний полк. З 1908 року працював на хімічному виробництві. Учасник Першої світової війни, майор. В результаті важкого поранення у Зельдте була ампутована ліва рука. Спочатку служив на Західному фронті, потім був переведений до відділу пропаганди Верховного командування. В кінці війни очолював кінопідрозділ на Тірольському фронті. За бойові заслуги нагороджений Залізним хрестом 1-го і 2-го класу.
13 листопада 1918 року заснував «Союз фронтовиків» («Bund der Frontsoldaten»). 25 грудня 1918 року в Магдебурзі разом з колишнім офіцером Генерального штабу Теодором Дуйстерберг (1875—1950) заснував воєнізовану організацію «Сталевий шолом» («Stahlhelm»), основною метою якої стала протидія лівим рухам в Німеччині. На установчому з'їзді Зельдте заявив, що ця організація створюється, щоб «використовувати дух фронтовиків проти свинської революції». Провокаційні витівки підрозділів «Сталевого шолома» мали широке поширення в Німеччині в 20-х рр. У 1924 році Зельдте і Дуйстерберг стали співголовами організації. «Сталевий шолом» мав право-націоналістичну і монархічну орієнтацію. Членами організації були головним чином колишні фронтовики. До кінця 1920-х років вона стала найпотужнішим воєнізованим об'єднанням Німеччини, в якому перебувало досить багато людей, які не брали участі в Першій світовій війні.
З позицій реваншизму Зельдте виступав проти Версальського миру і виплати Німеччиною репарацій її переможцям у війні. З цієї причини на рубежі 20-х — 30-х рр. очолюваний ним «Сталевий шолом» вступив в коаліцію з Німецькою національною народною партією Альфреда Гугенберга і Націонал-соціалістичною німецькою робітничою партією (НСДАП) Адольфа Гітлера. Разом вони висунули «Народні вимоги проти плану Юнга» («Volksbegehren gegen den Young-Plan»).
На початку 1930-х років «Сталевий шолом» вступив в конфлікт з СА, і була проведена зустріч Зельдте, Дуйстерберга і Гітлера, але угода не була досягнута. 11 жовтня 1931 року Зельдте став представником «Сталевого шолома» в «Гарцбургскому фронті», який повинен був об'єднати всі праві та націоналістичні сили Німеччини.
У червні 1932 року Зельдте став рейхсміністром праці в уряді Франца фон Папена. Залишився на своїй посаді під час формування 30 січня 1933 року уряду Гітлера. 27 квітня 1933 року вступив у НСДАП. З березня 1933 року по липень 1934 року Зельдте очолював також створену 5 червня 1931 року Добровільну трудову службу (Freiwillige Arbeitsdienst, FAD), яка займалася пошуком роботи для безробітних, організацією робочих таборів і громадських робіт. 26 липня 1933 присвоєно звання обергруппефорера СА. Після приходу НСДАП до влади в серпні 1933 року FAD була перейменована в Націонал-соціалістичну робітничу службу (National-Sozialistische Arbeitsdienst, NSAD), а 3 липня 1934 року — в Імперську робочу службу (Reichsarbeitsdienst, RAD).
У 1933 році Зельдте був обраний депутатом до Рейхстагу, в грудні того ж року став членом Ради старійшин. У 1934 році був введений до складу Прусської державної ради. 17 лютого 1934 року «Сталевий шолом» став «приєднаною до НСДАП» організацією і отримав назву Націонал-соціалістична ліга колишніх військовослужбовців (NSDFB), на чолі якої залишився Зельдте.
За час існування нацистського режиму компетенція очолюваного Зельдте міністерства, колишнього раніше провідним відомством з трудових і соціальних питань, постійно звужувалася за рахунок посилення ролі в цих питаннях різних державних, партійних і громадських організацій Третього рейху, зокрема, передачі частини його прав очолюваному рейхсляйтером Робертом Лєєм німецькому трудовому фронті і очолюваної рейхсляйтером Константіном Гірлем Імперської робочої службі, що стала 25 серпня 1943 року самостійним міністерством.
В кінці війни Зельдте увійшов до складу фленсбургского уряду наступника Гітлера Карла Деніца як міністр праці, незважаючи на те, що Гітлер у своєму передсмертному «Політичному заповіті» призначив на цей пост чиновника міністерства озброєнь Теодора Хупфауера. В уряді Деніца очолюваного Зельдтом міністерство знову стало керувати всіма питаннями, які були пов'язані з громадськими роботами, але в ситуації розвалу Німеччини особливої ролі це вже не грало.
23 травня 1945 року ув'язнений американськими військами у Фленсбурзі разом з членами уряду К. Деніца. Його передбачалося передати суду одного з Американських військових трибуналів в Нюрнберзі, що розглядав справи вищих урядовців, але Зельдте помер в американському військовому госпіталі під час підготовки процесу.